# Liste der Baudenkmäler in Kümmersbruck
Auf dieser Seite sind die Baudenkmäler in der Oberpfälzer Gemeinde Kümmersbruck zusammengestellt. Diese Tabelle ist eine Teilliste der Liste der Baudenkmäler in Bayern. Grundlage ist die Bayerische Denkmalliste, die auf Basis des Bayerischen Denkmalschutzgesetzes vom 1. Oktober 1973 erstmals erstellt wurde und seither durch das Bayerische Landesamt für Denkmalpflege geführt wird. Die folgenden Angaben ersetzen nicht die rechtsverbindliche Auskunft der Denkmalschutzbehörde.
 Diese Liste gibt den Fortschreibungsstand vom 3. Juli 2018 wieder und umfasst 23 Baudenkmäler.

## Baudenkmäler nach Ortsteilen

### Kümmersbruck
| Lage                           | Objekt                                     | Beschreibung | Akten-Nr.    | Bild           |
| ------------------------------ | ------------------------------------------ | --- | ------------ | -------------- |
| Dorfplatz 3 (Standort)         | Ehemaliges Landsassengut                   | Zweigeschossiger, verputzter Massivbau mit Satteldach, Aufzugsgaube und profiliertem Steinportal, bezeichnet mit „1607“. | D-3-71-136-1 | weitere Bilder |
| Gärmersdorfer Weg 7 (Standort) | Wohnhaus                                   | Zweigeschossiger Massivbau mit Satteldach, einfacher Putzgliederung und profilierten Wänden, wohl 17./18. Jahrhundert. | D-3-71-136-2 | Wohnhaus       |
| Kirchensteig 41 (Standort)     | Katholische Pfarrkirche St. Antonius Abbas | Saalkirche mit spätgotischem, eingezogenem und fünfseitig geschlossenem Chor des 15. Jahrhunderts, verputzter Massivbau mit einseitig abgewalmtem Satteldach und Turm mit Laternen-Zwiebelhaube, Langhaus von 1728, 1922–24 erweitert; mit Ausstattung, auch im nördlichen Anbau der 1970er Jahre; Kriegsgefangenendenkmal, Steinpyramide auf Sockel mit Trauerkranz, Relief des Lagers, russischen und französischen Inschriften, 1916/17 von Franzosen errichtet; Gusseisenkreuze im Friedhof. | D-3-71-136-3 | weitere Bilder |

### Engelsdorf
| Lage                         | Objekt                | Beschreibung                                                                                            | Akten-Nr.     | Bild           |
| ---------------------------- | --------------------- | --- | ------------- | -------------- |
| Schreierbergweg 1 (Standort) | Herz-Jesu-Kapelle     | Verputzter, dreiseitiger Massivbau mit Satteldach, Dachreiter und Vorzeichen, um 1900; mit Ausstattung. | D-3-71-136-4  | weitere Bilder |
| Trauloher Weg 4 (Standort)   | Ehemaliges Hirtenhaus | Eingeschossiges Wohnstallhaus mit Satteldach in Massivbauweise, bezeichnet mit „1806“.                  | D-3-71-136-27 | weitere Bilder |

### Haselmühl
| Lage                     | Objekt               | Beschreibung | Akten-Nr.    | Bild           |
| ------------------------ | -------------------- | --- | ------------ | -------------- |
| Schloßplatz 4 (Standort) | Ehemaliges Hammergut | Zweigeschossiger, verputzter Massivbau über hohem Sockelgeschoss, mit Walmdach, kleinem Uhrenturm, Wappen an der Fassade und nordwestlich vorgestelltem Rundturm mit Kegeldach, im Kern gotisch. | D-3-71-136-6 | weitere Bilder |

### Köfering
| Lage                         | Objekt                                    | Beschreibung | Akten-Nr.     | Bild           |
| ---------------------------- | ----------------------------------------- | --- | ------------- | -------------- |
| Haager Straße 11 (Standort)  | Katholische Filialkirche Mariä Empfängnis | Verputzter Massivbau mit Satteldach und Zwiebeldachreiter, bezeichnet mit „1731“; mit Ausstattung.               | D-3-71-136-7  | weitere Bilder |
| Im alten Schlag (Standort)   | Wegkreuz                                  | Gusseisern, auf Natursteinsockel, 19. Jahrhundert.                                                               | D-3-71-136-10 | BW             |
| Waldhausstraße 91 (Standort) | Bauernhaus                                | Wohnstallbau, eingeschossiger Bruchsteinbau mit Satteldach und Resten von Putzgliederung, Mitte 19. Jahrhundert. | D-3-71-136-9  | Bauernhaus     |

### Lengenfeld
| Lage                         | Objekt                                              | Beschreibung | Akten-Nr.     | Bild           |
| ---------------------------- | --------------------------------------------------- | --- | ------------- | -------------- |
| Brückenstraße 5 (Standort)   | Bauernhaus                                          | Wohnstallhaus, eingeschossiger, verputzter und giebelseitig erschlossener Bruchsteinbau mit Satteldach, 18./19. Jahrhundert.                                                                                    | D-3-71-136-11 | Bauernhaus     |
| Vilstalstraße 204 (Standort) | Bildhäuschen                                        | Massiver Aufsatz mit Tafelbild, wohl 18. Jahrhundert. | D-3-71-136-13 | Bildhäuschen   |
| Vilstalstraße 211 (Standort) | Katholische Filialkirche St. Wendelin und Sebastian | Saalkirche, verputzter, dreiseitig geschlossener Massivbau mit Satteldach und Dachreiter, 1726, Umbauten 1753–56; mit Ausstattung; angebaute ehemalige Klausnerwohnung, eingeschossiger Putzbau mit Satteldach. | D-3-71-136-12 | weitere Bilder |

### Moos
| Lage                          | Objekt                   | Beschreibung | Akten-Nr.     | Bild           |
| ----------------------------- | ------------------------ | --- | ------------- | -------------- |
| Am Wasserschloß 13 (Standort) | Ehemaliges Wasserschloss | Dreigeschossiger Massivbau mit Walmdach und einfacher Putzgliederung, im Kern spätgotisch, um 1738 bis auf die vier Hauptmauern neu erbaut; Ringmauer mit Schießscharten und vier Ecktürmen, spätgotisch. | D-3-71-136-14 | weitere Bilder |
| Kapellenstraße 10 (Standort)  | Ehemalige Schlosskapelle | Verputzter, dreiseitig geschlossener Massivbau mit Satteldach, Mitte 18. Jahrhundert; mit Ausstattung. | D-3-71-136-15 | weitere Bilder |

### Penkhof
| Lage                             | Objekt             | Beschreibung | Akten-Nr.     | Bild           |
| -------------------------------- | ------------------ | --- | ------------- | -------------- |
| Waidmannstraße 16; 21 (Standort) | Ehemaliges Schloss | Zweigeschossiger, verputzter Massivbau mit Krüppelwalmdach, straßenseitigem Anbau und Wappentafel derer von Buttlar, bezeichnet mit „1790“, im Kern mittelalterlich, Wiederaufbau nach Brand von 1793; zugehöriger ehemaliger Weinkeller, eingeschossiger Putzbau mit Satteldach, 18. Jahrhundert. | D-3-71-136-17 | weitere Bilder |

### Theuern
| Lage                                                  | Objekt                                                                  | Beschreibung | Akten-Nr.     | Bild                                               |
| ----------------------------------------------------- | ----------------------------------------------------------------------- | --- | ------------- | -------------------------------------------------- |
| Castnerstraße 1 (Standort)                            | Wohnhaus                                                                | Satteldachbau, 18./19. Jahrhundert; Anbau und Steinstadel, 18./19. Jahrhundert. | D-3-71-136-18 | Wohnhaus                                           |
| Hammerwiesen; in Theuern; Portnerstraße 29 (Standort) | Außenstelle des Bergbau- und Industriemuseums Ostbayern                 | Spiegelglasschleife mit Polierwerk, zweigeschossiger, verputzter Massivbau mit Halbwalmdach, einfacher Putzgliederung, reliefierten Granitportalen und Figurennische, wohl Ende 18. Jahrhundert, abgewinkelter Anbau, zweigeschossiger Massivbau mit Satteldach, um 1880; Förderturm, Eisenfachwerkkonstruktion, auf eingeschossigem Walmdachbau, um 1930; aus der ehemaligen Grube Bayerland bei Waldsassen hierher transferiert.                                                                                                 | D-3-71-136-19 | weitere Bilder                                     |
| Portnerstraße 1 (Standort)                            | Ehemaliges Hofmarkschloss, jetzt Bergbau- und Industriemuseum Ostbayern | Hammerschloss, dreigeschossiger Massivbau mit Mansardwalmdach, übergiebeltem Mittelrisalit mit Allianzwappen, Lisenengliederung und Sprenggiebelportal, bezeichnet mit „1781“; ehemaliges Jägerhaus, eingeschossiger, verputzter Massivbau mit Mansardwalmdach, zweite Hälfte 18. Jahrhundert; Wirtschaftsgebäude, Dreiflügelanlage um einen geschlossenen Innenhof, eingeschossige, verputzte Massivbauten mit Mansarddächern, zweite Hälfte 18. Jahrhundert, mit Bauteilen ab 1977; Hofmauer mit Toreinfahrt, wohl gleichzeitig. | D-3-71-136-20 | weitere Bilder                                     |
| Portnerstraße 2 (Standort)                            | Katholische Pfarrkirche St. Nikolaus                                    | Saalkirche, verputzter Massivbau mit Satteldach und eingezogenem, dreiseitig geschlossenem Chor, Neubau von 1739 unter Verwendung des Turms, Mitte 12. Jahrhundert, Spitzhelm 19. Jahrhundert, mit Ausstattung; erhaltenes Teilstück der alten Friedhofsmauer. | D-3-71-136-21 | weitere Bilder                                     |
| Portnerstraße 2 a (Standort)                          | Ehemaliges Gerichtsdienerhaus                                           | Eingeschossiger, verputzter Massivbau mit geohrten Faschen und hohem Mansardwalmdach, Ende 18. Jahrhundert. | D-3-71-136-22 | Ehemaliges Gerichtsdienerhaus                      |
| Portnerstraße 8 (Standort)                            | Pfarrhaus                                                               | Zweigeschossiger, verputzter Massivbau mit Walmdach und einfacher Fassadengliederung, 1732. | D-3-71-136-24 | Pfarrhaus                                          |
| Nähe Steinhauserstraße (Standort)                     | Bildstock                                                               | Massiv, mit Satteldach und Bildnische, 18./19. Jahrhundert. | D-3-71-136-26 | Bildstock                                          |
| Tuwernstraße 2 (Standort)                             | Ehemaliges Schlossbrauhaus und Administrationshaus                      | Zwei parallel ausgerichtete, zweigeschossige Putzbauten mit Mansardwalmdächern, geohrten Fensterfaschen und Aufzugsgaube, verbunden durch einen zweigeschossigen Torbau mit Satteldach, bezeichnet mit „1823“. | D-3-71-136-25 | Ehemaliges Schlossbrauhaus und Administrationshaus |

## Ehemalige Baudenkmäler
In diesem Abschnitt sind Objekte aufgeführt, die früher einmal in der Denkmalliste eingetragen waren, jetzt aber nicht mehr. Objekte, die in anderem Zusammenhang also z. B. als Teil eines Baudenkmals weiter eingetragen sind, sollen hier nicht aufgeführt werden. Aktennummern in diesem Abschnitt sind ehemalige, jetzt nicht mehr gültige Aktennummern.

| Lage                                       | Objekt                           | Beschreibung                             | Akten-Nr.    | Bild                             |
| ------------------------------------------ | -------------------------------- | ---------------------------------------- | ------------ | -------------------------------- |
| Engelsdorf Krumbacher Straße 11 (Standort) | Steinrelief Christus am Kreuz    | Anfang 15. Jahrhundert; an der Hofmauer. | D-3-71-136-5 | BW                               |
| Köfering Haager Straße 12 (Standort)       | Wohnstallbau mit Segmentbogentür | 17./18. Jahrhundert.                     | D-3-71-136-8 | Wohnstallbau mit Segmentbogentür |